# Knockemstiff
Knockemstiff ist eine Anthologie mit 18 über den gemeinsamen Handlungsort miteinander verbundenen Erzählungen des amerikanischen Autors Donald Ray Pollock, erschienen 2008 beim US-Verlag Doubleday Books und 2013 in der Übersetzung von Peter Torberg beim Münchner Liebeskind Verlag,
Bei den Geschichten handelt es sich um biografische Erzählungen, die alle in dem Ort Knockemstiff in Ohio, dem Geburtsort des Autors, spielen. Das Buch wird von einigen Rezensenten als „nachtschwarze Americana-Literatur“ beschrieben und in eine Reihe mit Romanen von Autoren wie Pete Dexter oder Daniel Woodrell gestellt, die ebenfalls in deutschen Übersetzungen beim Liebeskind Verlag erschienen sind. Auch werden Vergleiche gezogen zu Werken von Cormac McCarthy und Sherwood Anderson.

## Allgemeines und formaler Aufbau
Das Buch besteht aus 18 einzelnen Kurzgeschichten, die aus jeweils einem kurzen Kapitel bestehen. Die einzelnen Geschichten werden aus wechselnden Perspektiven erzählt, entweder aus der Rolle eines auktorialen Erzählers oder aus der Ich-Perspektive der Protagonisten. In vielen der Geschichten spielen zudem innere Monologe und Gedanken eine Rolle, die ohne entsprechende Anführungszeichen wiedergegeben werden.

Das Buch trägt die Widmung „Für Patsy“ auf dem Vorblatt. Den Geschichten wurde ein Zitat der amerikanischen Autorin Dawn Powell vorangestellt: 

„Alle Amerikaner stammen ursprünglich aus Ohio, wenn auch nur kurz.“

 Hinzu kommt eine gezeichnete Ortskarte des Ortes Knockemstiff und der Umgebung, in der die einzelnen Häuser des Ortes und andere Handlungsorte der Geschichten eingezeichnet sind.

## Inhalt

### Überblick
Der Buchtitel Knockemstiff ist zugleich auch der Name des Handlungsortes aller Geschichten sowie der Titel einer Geschichte. Die Handlungen der Geschichten spielen durchweg in diesem Ort und der näheren Umgebung und finden im Zeitraum mehrerer Jahrzehnte zwischen den 1960er und 1990er Jahren statt. Bereits der Klappentext der deutschsprachigen Version gibt einige Hinweise auf die zusammenfassenden Elemente des Buches und beschreibt den Ort Knockemstiff als „ein tristes Kaff in der weiten Leere des Mittleren Westens“, in dem man auf „Außenseiter“ trifft, „die hin- und hergerissen sind zwischen Sehnsucht und verlorener Hoffnung, zwischen Aufbegehren und sinnloser Gewalt“. In den Geschichten werden einzelne Personen oder Personengruppen porträtiert, in der Regel gescheiterte Personen aus den unteren sozialen Schichten. Im Mittelpunkt fast aller Geschichten stehen Drogen, Sex und Gewalt, die für die beschriebenen Personen lebensbestimmend sind. Ein weiteres zentrales Thema bildet die Flucht aus Knockemstiff und dem sozialen Milieu, die den Protagonisten jedoch nie gelingt.
Eine Rahmenhandlung existiert nicht, allerdings bilden die erste und die letzte Geschichte einen Rahmen um die Sammlung; beide handeln von der Beziehung zwischen dem Erzähler Bobby und dessen Vater. Auch andere Geschichten sind direkt über ihre Protagonisten verknüpft, etwa Pillen und Schott's Bridge über Frankie, Fischstäbchen und Angreifer über Del Murrey und das Fischstäbchen-Mädchen Geraldine sowie Bactine und Verregneter Sonntag über Jimmie und Sharon. Andere Personen werden in mehreren Geschichten erwähnt, darunter Jake Lowry in Dynamite Hole und Knockemstiff und Wanda Wipert in Pillen und Senke. Verbindend ist zudem das Thema: In allen Geschichten geht es um gewalttätige oder missbrauchte Menschen und um Drogen.

### Die Geschichten

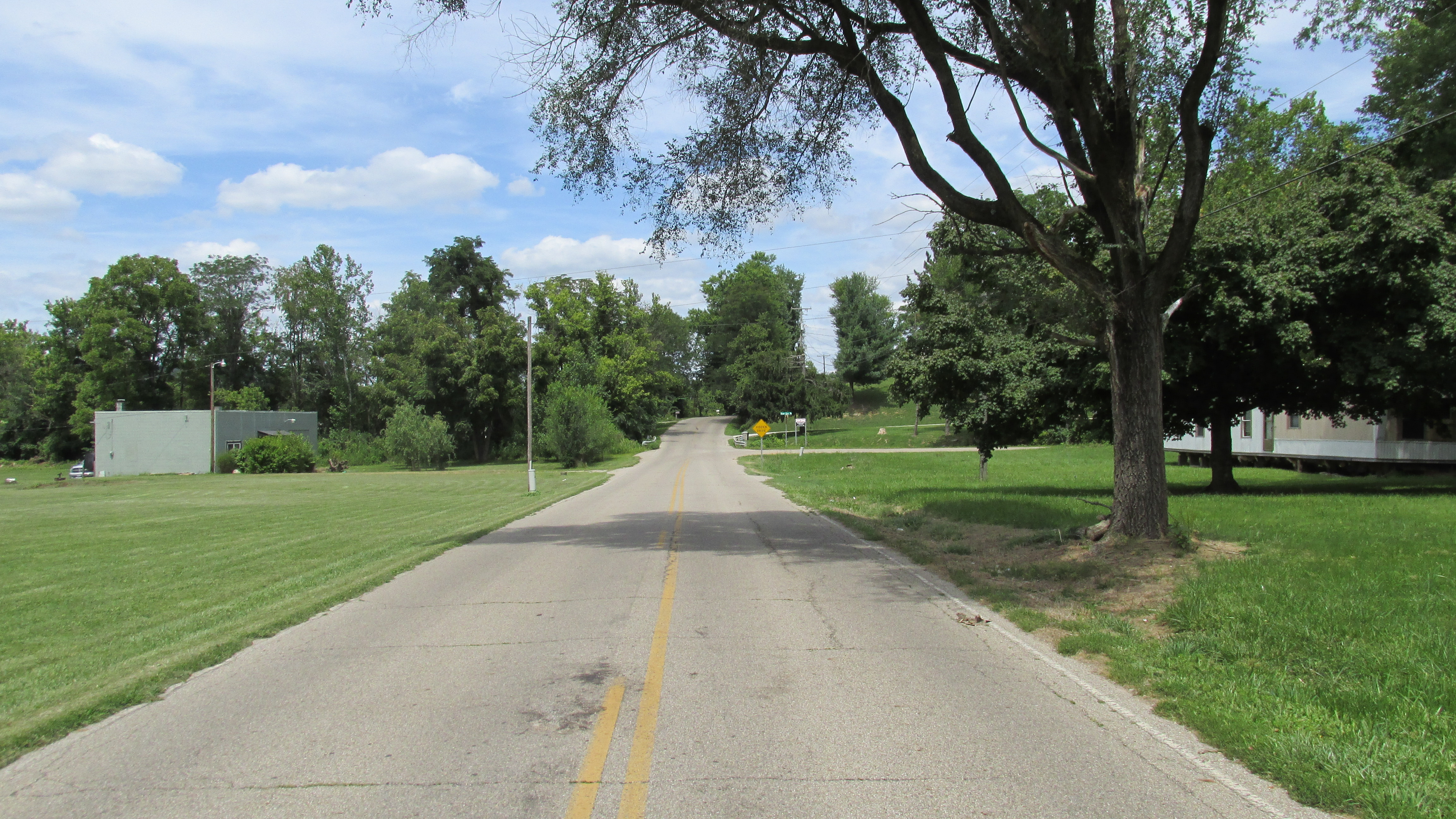
Kreuzung in Knockemstiff, Ohio

Das wahre Leben (Real Life)Der Ich-Erzähler Bobby beschreibt einen Abend, an dem er im Alter von sieben Jahren gemeinsam mit seinen Eltern im Autokino war, um sich einen Godzilla-Film anzuschauen. Sein gewalttätiger Vater betrinkt sich mit Whiskey aus dem Aschenbecher und legt sich bei einer Pinkelpause mit einem Mann an, den er brutal zusammenschlägt. Als dessen Sohn Bobby verprügeln will, setzt dieser sich zur Wehr und schlägt ihn ebenfalls nieder. Das Lob des Vaters, das er dafür bekommt, will er nie wieder vergessen. Die Geschichte endet mit Bobby, der im Bett liegt, an seinen Fingern lutscht und kaut und dabei das süße, salzige Blut des anderen Jungen schmeckt.
Dynamite Hole (Dynamite Hole)Jake Lowry lebt seit seiner Desertion im Zweiten Weltkrieg und einem Aufenthalt in einer psychiatrischen Klinik in einem Trailer im Wald. Er beschreibt, wie er eines Tages den Jungen Truman Mackay und dessen kleine Schwester bei einem Sexspiel in einem Wasserloch beobachtet. Erregt und in einem Blackout tötet er den Jungen und vergewaltigt das kleine Mädchen, bevor er sie erwürgt. Danach versteckt er beide Leichen in einer Höhle unter Wasser. Der Erzählfluss wird nach jedem Absatz von anderen Erinnerungen unterbrochen, etwa wie er nach seiner Desertion von zwei Soldaten gesucht wird, die er nach einer langen Verfolgung in eine schlangenverseuchte Senke lockt. Ein Soldat wird angegriffen und stirbt, der andere flieht.
Knockemstiff (Knockemstiff)Der Erzähler arbeitet seit seinem sechzehnten Lebensjahr und dem Tod seines Vaters als Aushilfsverkäufer in Maude's Store und lebt in einem Wohnwagen hinter dem Laden. Er macht jeden Tag den Laden auf und hat einen immer gleichen Tagesablauf. An dem Tag, von dem er berichtet, will Tina Elliot, in die er verliebt ist, gemeinsam mit ihrem neuen Freund Boo den Ort verlassen. Jake Lowry kommt in den Laden und tauscht Pfeilspitzen gegen etwas zu essen; kurz danach erscheint ein Pärchen mit einem Wagen aus Kalifornien an der Tanksäule. Die Frau ist Fotografin und will den Ort Knockemstiff als Kuriosität für ein Buch dokumentieren – sie überredet den Erzähler, für sie am Ortsschild zu posieren, als Boo und Tina vorfahren. Tina stellt sich zu ihm und bezeichnet die Situation als „die letzte Gelegenheit, mich mit einem blöden Hinterwäldler fotografieren zu lassen.“
Mit Haut und Haar (Hair's Fate)Daniel wird von seinem Vater dabei erwischt, wie er mit der Puppe seiner kleinen Schwester Lucy masturbiert. Zur Strafe schneidet er ihm die Haare mit einem Küchenmesser ab. Er beschließt zu fliehen und wird beim Trampen von einem Lastwagenfahrer mitgenommen. Der Fahrer erzählt ihm seine Geschichte und gibt ihm Alkohol und Speed, danach nimmt er ihn mit zu seinem Trailer in Idaho und gibt ihm eine Perücke seiner verstorbenen Mutter. Die Geschichte endet offen, als der LKW-Fahrer Daniel an die Hand nimmt und als lebende Puppe bezeichnet.
Pillen (Pills)Der Ich-Erzähler Bobby beschließt mit seinem Freund Frankie, in dessen 69er Dodge Super Bee aus Knockemstiff abzuhauen. Sie sind Kleinkriminelle, die klauen, was sie bekommen können. Die Tour wollen sie über den Verkauf von so genannten Black Beauties, Amphetamin-Pillen, die sie bei der Barkeeperin Wanda Wipert klauen, finanzieren. Sie schlucken die Pillen selbst und fahren durch die Gegend, bleiben jedoch in der Gegend. Nach und nach stirbt ihr Plan. Auf dem Trip überfahren sie ein Huhn, das Bobby wiederbeleben will und deshalb in den Kofferraum packt. Sie haben stundenlang Sex mit einer Prostituierten namens Teabottom, die sie mit Pillen bezahlen. Am Ende versucht Frankie, das tote Huhn über einem brennenden Reifen zu braten und isst es halbgar.
Gigantomachie (Giganthomachy)Gemeinsam mit dem Nachbarsjungen William, der regelmäßig von seinem Vater verprügelt wird, will der Ich-Erzähler Teddy ein Ameisennest mit einer brennenden Plastikflasche zerstören. Sie geraten in Streit darüber, ob sie dabei die Rolle von Soldaten im Vietnamkrieg einnehmen und das Nest mit „Napalm“ zerstören oder als Götter Zerstörung bringen. Sie werden von Williams Schwester gestört, und nach einem Streit im Haus kehrt William wieder zu seinem Vater zurück. Parallel schildert der Erzähler eine Gewohnheit seiner Mutter, nach der er abends regelmäßig einen Psychokiller spielen und sie in dieser Rolle umbringen muss.
Schott's Bridge (Schott's Bridge)Der 17-jährige Todd Russell erbt nach dem Tod seiner Großmutter zweitausend Dollar, um abseits von Knockemstiff ein neues Leben anzufangen. Todd, der seine Homosexualität geheim hält, gilt im Ort als verweichlicht und wird entsprechend behandelt. Statt weg zu gehen, zieht er mit Frankie Johnson in eine alte Anglerhütte, wo die beiden von dem wenigen Geld, das Todd verdienen kann, leben und die Zeit vor allem mit dem Konsum von Drogen und Bier verbringen. Frankie, dessen Gesicht bei einem Unfall zerstört wurde, erzählt Todd von einer alten Frau, mit der er gelegentlich Sex hat und die ihn mit vergammelten Lebensmitteln eindeckt. Er spricht Todd zudem auf seine Homosexualität an. Bei einem Rausch mit verdorbenem Roten Libanesen fühlt sich Frankie von Todd provoziert; er schlägt ihn nieder, vergewaltigt ihn und verschwindet mit dem versteckten Geld.
Fettsack (Lard)Der 16-jährige Duane Myers wird von seinem Vater gedrängt, endlich zum ersten Mal Sex zu haben und so unter Druck gesetzt, dass er dies auf dem Rücksitz des Autos mit Hilfe von Fruchtwein und einem Höschen seiner Schwester fingiert und sich dafür das Mädchen Maple McAdams ausdenkt. Er trifft sich mit seinen Freunden in der Garage, die gerade mit Dartpfeilen auf den Bauch des Fettsacks McComis werfen und dabei kiffen. Er erzählt ihnen von dem Sex und beeindruckt sie. McComis, der in ein Coverbild von Nancy Sinatra verliebt ist und dies ständig bei sich trägt, fragt Duane, ob er seine Maple nicht gegen Nancy tauschen würde.
Fischstäbchen (Fish Sticks)Del Murrey befindet sich gemeinsam mit seiner Freundin, dem Fischstäbchen-Mädchen, in einem Waschsalon. Das Mädchen lebt in einer Nervenheilanstalt und bekam ihren Spitznamen, weil sie in ihrer Handtasche immer verdorbene Fischstäbchen dabei hat, die sie anderen zum Essen anbietet. Del erinnert sich an seinen verstorbenen Freund Randy, einen Bodybuilder und Fan von Charles Atlas, mit dem er zur Hippie-Zeit nach Florida losgezogen war. Dort angekommen prostituiere Randy sich an einen Hot-Dog-Verkäufer, den sie später erschlagen und ausrauben. Jahre später starb Randy, zwischenzeitlich Mr. South Ohio, in einer Herzklinik, indem er mit einer Zigarette sein Bett angezündet hatte. Während Del über seinen ehemaligen Freund nachdenkt, bittet er das Fischstäbchenmädchen, ihm im Waschsalon einen zu blasen. Danach lässt er sich ein Fischstäbchen geben und isst es.
Bactine (Bactine)Gemeinsam mit seinem Cousin Jimmie schnüffelt der Ich-Erzähler Bactine und will anschließend im Crispie Creme einen Freund treffen, der ihnen Seconal-Zäpfchen verkaufen soll. Der Erzähler betont, dass er mit dem Bactine aufhören will, weil er davon Halluzinationen bekommt. Während sie warten, kommen zwei dicke Frauen in den Laden, und Jinnie will die jüngere der beiden zu ihnen holen, um ihr „das Hirn rauszuvögeln“. Der Erzähler, dem vor Jahren alle Zähne ausgeschlagen wurden, hindert ihn daran. Sie verlassen das Lokal und schnüffeln auf einem Parkplatz Bactine.
Disziplin (Discipline)Luther Colburn, ein alternder Bodybuilder und Fitnessstudio-Betreiber, will seinen Sohn Sammy zum Mr. South Ohio machen und spritzt ihm regelmäßig Steroide wie das Anabolikum Deca-Durabolin, um seinen Muskelaufbau zu fördern, und zwingt er ihn zum Training. Er steht in Konkurrenz zu seinem Widersacher Willard Lowe und dessen Sohn Bobby. Auf dem Rückweg von einem Einkaufstrip sehen sie Bobby Low posend an der Hauptstraße, wo dieser von den Passanten bewundert wird. Zu Hause angekommen zwingt Colburn seinen Sohn erneut zum Training. Kurz danach stellt er fest, dass sich Sammy die gesamte Anabolika-Ration gespritzt hat und nicht zum Training erschienen ist. Stattdessen poste er gemeinsam mit Bobby Lowe an der Hauptstraße bei −7 °C und erlitt dabei einen tödlichen Herzinfarkt. Wenige Wochen später kommt Luther an die gleiche Stelle zurück und post nackt bei −37 °C, bis er ebenfalls zusammenbricht.
Angreifer (Assailants)Del Murray ist mit dem ehemaligen Fischstäbchen-Mädchen Geraldine verheiratet; die beiden haben ein Kind. Seit Geraldine überfallen wurde, traut sie sich nicht mehr aus dem Haus; Del ist regelmäßig mit Angel Dust oder Xanax zugedröhnt. Nachdem er wieder einen Tag high war, soll er abends auf die Tochter Veena aufpassen. Als diese eingeschlafen ist, schleicht er sich allerdings aus dem Haus, um sich beim Quickshop Bier zu holen. Dort flirtet er mit der Verkäuferin, die jedoch über seine Frau lästert. Kurz danach kehrt er mit einer Papiertüte über dem Kopf zurück und erschreckt sie, sodass sie vom Stuhl fällt und sich den Kopf stößt.
Verregneter Sonntag (Rainy Sunday)Die korpulente Sharon lebt mit ihrem Mann zusammen, der seit einem schweren Unfall eine Stahlplatte im Kopf hat und bei Regen regelmäßig durchdreht. An einem Regenabend bittet ihre Tante Joan sie, gemeinsam mit ihr loszuziehen, um wieder einmal einen Mann für sie zu finden. Im Crispie Creme treffen sie auf Jimmie und nehmen ihn mit. Jimmie befummelt Sharon auf dem Rücksitz und schnüffelt dabei Bactine. Die beiden Frauen versetzen Whiskey mit Schlafmitteln. Nachdem Jimmie eingeschlafen ist, verlässt Sharon den Wagen und geht zurück zu ihrem Mann.
Senke (Holler)Der Ich-Erzähler lebt in einer sexuellen Beziehung zu Sandy und kümmert sich zugleich um ihren querschnittsgelähmten Vater Albert, den er regelmäßig mit Wein füttert, wäscht und windelt. Die Schmerzmittel nimmt er selbst, da Alberts Frau Mary ihm diese nicht geben will. Sie selbst träumt davon, die Welt zu bereisen, verlässt jedoch das Haus nicht. An einem Winterabend geht der Erzähler mit Sandy in die Kneipe Haps, wo sich Sandy von einem Holzfäller abschleppen lässt. Als er zurückkommt, stellt er fest, dass Albert verstorben ist. Er beschließt, das Haus zu verlassen und setzt sich in einen alten verlassenen Wagen, einen als Eules Auto bekannten 66er Chrysler Newsport, der am Dorfrand steht.
Von vorn anfangen (I start over)Big Bernie Givens ist mit Jill verheiratet und abhängig von Fast Food und Süßigkeiten, außerdem schluckt er Medikamente gegen Depressionen. Das Paar hat einen Sohn, Jerry, der sich am Vorabend seiner Abreise zu den US Marines zu viel Kokain genommen hatte und seither geistig behindert ist. Die Familie steht an einem Sommertag in einer Autoschlange an einer Dairy-Queen-Filiale und wartet, bis sie an der Reihe ist. Während Bernie seine Sachen einpackt, wird er von einer Gruppe von Jugendlichen angehupt, die sich über ihn und den Jungen auf der Rückbank lustig machen. Bernie steigt gereizt aus, schlägt den Fahrer zusammen und flieht, wobei er von der Polizei verfolgt wird.
Gesegnet (Blessed)Der Erzähler hat als Kleinkrimineller gemeinsam mit Tex Colburn, „einer großen Nummer“, Diebstähle unternommen und war bei einem geplanten Einbruch in eine Apotheke vom Dach gefallen. Seitdem bekommt er Oxycodon verschrieben, baute jedoch unter dem Einfluss der Medikamente so stark ab, dass er nicht einmal mehr kleinere Einbrüche unternehmen konnte. Er ist verheiratet mit Dee; ihr Sohn Marshal ist stumm. Seit es finanziell bergab geht, verkauft Dee ihr Blut. Auf einer Fahrt zum Krankenhaus bekommt der Erzähler Durchfall und will sich in einer dunklen Ecke entleeren. Dabei wird er von zwei Polizisten ertappt, die ihn zwingen, die Arme zu heben, wodurch die Hose in den Kot fällt. Zuhause stellt er zufällig fest, dass sein Sohn doch sprechen kann, dies jedoch nie in seiner Anwesenheit tut.
Honolulu (Honolulu)Howard Bowmans leidet an der Alzheimer-Krankheit. Seine Frau Peg versucht, ihn durch regelmäßige Fragen nach Geburtsdaten, Namen und anderen Dingen zum Nachdenken und Erinnern zu zwingen. Er vergisst fast alles, bis auf ein Ereignis in Honolulu, als er mit einem NAVY-Soldaten eine Hure in einem Hotel aufgesucht hatte. Er weigerte sich jedoch, Sex mit ihr zu haben, weil sie einen Säugling dabei hatte. Als Peg zum Einkaufen das Haus verlässt, nimmt er ein Kunststoffrohr und einen Revolver und steckt ihn in den Mund, um sich zu erschießen. Kurz bevor er abdrückt, erinnert er sich an eine Reihe von Einzelheiten aus seinem Leben. Seine Frau kehrt zurück und telefoniert. Das Ende bleibt offen.
Die Kämpfe (The Fights)Bobby, der in der Geschichte Das wahre Leben noch ein Kind war, ist mittlerweile erwachsen und hat aufgrund seiner Alkoholsucht seinen Job verloren und besucht nun regelmäßig die Anonymen Alkoholikern. Als Bobby seinen Eltern Geld gestohlen hat, rät ihm ein Freund zur Rückgabe. Zu Hause findet er seinen Vater und seinen Bruder vor dem Fernseher, in dem ein Boxkampf läuft. Der Vater lästert über Bobby und seine Mutter. Bobby verlässt das Haus, beobachtet seinen Vater durch das Fenster und stellt fest, dass er wohl nie mehr die Chance haben wird, ihn kennenzulernen.

## Hintergrund
Der Autor Donald Ray Pollock wurde in dem beschriebenen real existierenden Ort Knockemstiff in Ohio geboren und wuchs in der Umgebung auf. Der Ort selbst ist mittlerweile verlassen. Der Name „Knockemstiff“ lässt sich frei als „Schlag sie tot!“ übersetzen. In seinen Geschichten beschreibt Pollock zwar keine autobiografischen Ereignisse, sondern fiktive Geschichten, platziert sie jedoch in den Ort und in die Ödnis seiner Heimat. Die Geschichten spielen in der zweiten Hälfte des 20. Jahrhunderts, einige nehmen Bezug zum Vietnam-Krieg und anderen Ereignissen der 1960er Jahre.
Pollock schrieb mit 45 Jahren die Kurzgeschichte Bactine und reichte diese zur Veröffentlichung in der Zeitschrift The Journal ein, der Literaturzeitschrift des Fachbereichs für englische Literatur der The Ohio State University. Eine der Herausgeberinnen war so beeindruckt von der Story, dass sie 2005 Pollock dazu überredete, das Studienprogramm für kreatives Schreiben an der Universität zu besuchen. Bactine wurde später Teil von Knockemstiff, dem Buchdebüt Pollocks. Bei dessen Erscheinen war Pollock bereits 54 Jahre alt. In Deutschland erschien bereits vor Knockemstiff der von Pollock erst später geschriebene Roman Das Handwerk des Teufels, der 2013 mit dem Deutschen Krimi Preis ausgezeichnet wurde.

## Rezeption

### Vereinigte Staaten
In den Vereinigten Staaten wurde Knockemstiff unter anderem in der New York Times, Associated Press, der Los Angeles Times, USA Today, im Wall Street Journal, Esquire und The Hopkins Review besprochen.
Jonathan Miles beschreibt Knockemstiff in der New York Times als Ort, „wo die Hauptbeschäftigung in Kleinkriminalität besteht, wo frauen-schlagende Rüpel Schnaps aus Aschenbechern trinken und gelangweilte Teenager ihre Wochenendabende damit verbringen, Dartpfeile auf ein fettes Kind zu werfen und es zum Ausgleich an der Bong ziehen lassen.“ Er setzt Ort und Werk in Beziehung Winesburg, Ohio von Sherwood Anderson: Beide konzentrieren sich auf die einsamen, die verdorbenen und ausgestoßenen Menschen, die bei Anderson als "twisted apples" und bei Pollock als "toadstools stuck in a rotten lock" bezeichnet werden. Der wesentliche Unterschied zwischen beiden liegt jedoch im sozialen Gefüge: Während in Winesburg das Sozialgebilde durch andere Charaktere wie die Ärzte und andere Personen getragen wird, fehlt ein solches Konstrukt in Knockemstiff zwischen den „Drogensüchtigen, Geflohenen, Hausbesetzern, Vergewaltigern und aufstrebenden Kinderschändern“ völlig.
Neben Gewalt, Kriminalität und Drogen fokussiert Miles auch auf die Rolle der Väter und zieht Parallelen zum Werk von Pat Conroy und Chuck Palahniuk.
David Duhr zählt in seiner Rezension der Lesung Pollocks auf dem Texas Book Festival sowohl Knockemstiff als auch den Roman The Devil All the Time „zu den verstörendsten und zugleich unterhaltsamsten Büchern“, die er in den letzten Jahren gelesen habe. Dale Keiger vergleicht in The Hopkins Review die Lebensgeschichte von Pollock mit einem „Readymade“ und zitiert dessen Manager, der von einem „hidden genius“ spricht. Seiner Ansicht nach haben die Geschichten von Knockemstiff jedoch nicht die Substanz von Werken von Autoren wie Raymond Carver, Flannery O’Connor oder Cormac McCarthy, mit denen Pollock verglichen wurde.

### Deutschsprachiger Raum
Christian Buß nannte das Werk auf Spiegel Online Kultur ein „Hillbilly-Meisterwerk“ und einen „furiosen Erzählband“. Er beschreibt den Ort Knockemstiff als „Heimatkaff im Nirgendwo von Ohio“ und resümiert: „Aus Knockemstiff kommt eben keiner raus“ und bezieht dies auch auf Pollock und dessen Lebensgeschichte. Er setzt die in den Geschichten konsumierten Drogen und die Gewalt sowie den Gedanken an die Flucht als verbindende Elemente aller Geschichten in den Vordergrund: „Die Drogen ändern sich von Story zu Story, aber die Gewalt bleibt dieselbe, sie wird von Vater zu Sohn, von Mutter zu Tochter vererbt. Konsumiert werden in Pollocks Geschichten unter anderem Speed, Crystal Meth, irgendwelche Schnüffelgase, aber eben auch Schmerzmittel oder Seconal-Zäpfchen, die eigentlich der Krebstherapie dienen. Die Charaktere sind immer breit, immer zu allem bereit. Außer zur Arbeit.“ Darüber hinaus stellt er den Sex und die Gewalt in seinen unterschiedlichsten Ausprägungen als Ventile hervor: „Wo das Sprachzentrum dieser Speedfreaks blockiert ist, werden Sex und Gewalt zu gängigen Ausdrucksformen. Pollock beschreibt Inzucht, Triebabfuhr an Spielpuppen und Prostitution im untersten Währungsbereich (eine Speed-Kapsel gegen einmal Geschlechtsverkehr). In einer Geschichte muss ein Junge seiner Mutter im Schlafzimmer ein Messer an die Kehle halten, damit diese ihre masochistischen Phantasien ausleben kann.“ Buß stellt jedoch heraus, dass Pollock seine Geschichten und Figuren „frei von aller Lüsternheit und Brutalität“ und „mit lakonischer psychologischer Akkuratesse“ beschreibt, ohne in eine billige „Hardboiled-Folklore“ abzurutschen und damit „auf Elend mit Ästhetik“ antwortet. Pollock schaffe „wunderschöne kranke Literatur als Antwort auf die unschöne kranke Welt da draußen“ und damit eine Form, in dieser zu überleben.
Frank Schäfer vergleicht Knockemstiff in tageszeitung (taz) mit Sherwood Andersons Winesburg, Ohio, das er als „ewigen Klassiker des Romans aus Geschichten“ bezeichnet. Seiner Ansicht nach wird dem Buch mit Knockemstiff eine „billigfuselgetränkte, durch den Fleischwolf gedrehte Hillbillyversion“ entgegengestellt. Knockemstiff ist im Vergleich „ein danteskes Pandämonium, in dem man nur mehr alle Hoffnung fahren lassen kann. Obwohl sie sich alle ein besseres Leben ersehnen, das sie aus dem Fernseher kennen, gibt es kaum einen Ausweg aus diesem Loch ...einem bildungsfernen, gewalttätigen, polymorph verdorbenen White-Trash-Nest.“ Schäfer zieht Vergleiche mit den Werken Cormac McCarthys, die aus der „Härte seiner Prosa und die gelegentlichen metaphysischen Schlenker, das Hadern seiner geschundenen Protagonisten mit dem gütigen Schöpfergott oder ihre heidnischen Umdeutungen der Dingwelt zu Hostien und Segenszeichen“ resultierten. „Aber während McCarthy und Sherwood Anderson die Schlichtheit und Natürlichkeit in ihrer Prosa immer wieder kontrastieren mit deutlich expressiveren Passagen, bleibt Pollock seinem knochentrockenen, ausgemergelten, komplett bilderlosen Stil treu. Als wollte er sich und uns keine Ausflüchte erlauben.“
Jan Wiele von der Frankfurter Allgemeinen Zeitung (FAZ) bezeichnet die Geschichten Pollocks als „die perfekte amerikanische Kurzgeschichte“, die einen „glatt aus den Schuhen haut“ und fokussiert in seiner Besprechung ebenfalls auf den Aspekt der Gewalt. Seiner Meinung nach hält Pollock seinen „No-Nonsense-Stil {...} meisterlich bis zur letzten Seite durch“. Mit der Sprache des Boxsports knüpft er direkt an die letzte Geschichte des Buches an: „Jeder Schlag sitzt, und das will schon etwas heißen bei der Vielzahl von Schwingern und Haken, die der Autor seinen Figuren in ihrem jeweiligen hard-knock-life austeilt.“ Auch er greift den Drogenmissbrauch der Protagonisten und die Hoffnungslosigkeit in dem Ort auf, den er mit Bruce Springsteen als „town full of losers“ beschreibt, und auch der Vergleich mit Anderson fehlt nicht. Er resümiert darin, dass er das Buch eine „Monotonie der Hoffnungslosigkeit“ nennt, die in ihrer lakonischen Härte selbst Charles Bukowski manchmal noch in den Schatten stellt. Nach Christoph Schröder in der Süddeutschen Zeitung erzählt Knockemstiff von einer „weltlichen Hölle voller Dreck, Inzest und Gewalt“. Er bezieht dies auf den „Tag im Leben des durchschnittlichen Knockemstiffers.“ und schreibt dazu: „Wo die Kontraste fehlen, verliert der Schrecken seine Wucht. Dieser Gefahr begegnet Pollock, indem er wenigen Figuren, beinahe unmerklich, kurze Momente emotionaler Regungen gestattet.“
Christian Schachinger interviewte Pollock im Rahmen einer Buchvorstellung in Wien für Der Standard und schrieb, dass dieser dank Knockemstiff nicht nur fest in der Tradition altvorderer American-noir-Autoren wie Erskine Caldwell, William Faulkner, Cormac McCarthy oder Flannery O’Connor steht, sondern auch „als durchaus eigenständiger, sehr genauer Beobachter seiner Umgebung“ wahrgenommen wird. Er zitiert Pollock: „Ich kann nicht behaupten, dass die Provinz Monster gebiert oder dass sogenannte Hinterwäldler gewalttätiger oder bösartiger als Leute wären, die in der Stadt wohnen. Es ist nur so, dass Menschen, die nicht besonders gut ausgebildet sind und in der ländlichen Abgeschiedenheit leben, ein gewisses Gefühl der Ausweglosigkeit verspüren, das sie möglicherweise unkontrolliert aggressiver werden lässt. Das Internet und das Fernsehen haben die Sache heute vielleicht etwas weniger dramatisch gemacht, aber meine zwei Bücher spielen ja auch in der Zeit, als ich ein junger Mann war, in den 1960er- und 1970er-Jahren.“

## Ausgaben
- Knockemstiff. Doubleday Books, New York 2008.
  - Knockemstiff. (deutsch von Peter Torberg), Liebeskind, München 2013, ISBN 978-3-95438-014-5.
  - Knockemstiff. (deutsch von Peter Torberg, Taschenbuch), Wilhelm Heyne Verlag, München 2015, ISBN 978-3-453-67678-7.

## Belege
1. ↑  Knockemstiff beim Verlag Doubleday Books.
2. ↑  Knockemstiff beim Liebeskind Verlag.
3. ↑  Knockemstiff beim Heyne Verlag / Random House.
4. 1 2 3 4 5 6 7  Christian Buß: Hillbilly-Meisterwerk "Knockemstiff": Die Angst ist unser Motor. Spiegel online Kultur, 10. Juli 2013; Abgerufen am 19. Juli 2015.
5. 1 2 3 4  Frank Schäfer: Das wahre Leben. Die tageszeitung, 27. Juli 2013; Abgerufen am 19. Juli 2015.
6. ↑  Charles McGrath: Writer Remains Literary Voice of Knockemstiff. The New York Times, 11. Juli 2011; Abgerufen am 25. Juli 2015.
7. ↑  Dark tales populate 'Knockemstiff' The Augusta Chronicle (via Associated Press), 16. Mai 2008; Abgerufen am 4. August 2015.
8. ↑  Eric Fortune: From Winesburg, Ohio to Knockemstiff. Abgerufen am 16. Juni 2015.
9. ↑  Christian Buß: Pollocks "Handwerk des Teufels": In Gottes Schlachthaus. Spiegel online Kultur, 2. April 2012; Abgerufen am 25. Juli 2015.
10. 1 2 3  Jonathan Miles: Winosburg, Ohio. The New York Times, 23. März 2008; Abgerufen am 25. Juli 2015.
11. 1 2 3  Dale Keiger: Knockemstiff (review) The Hopkins Review, 3 (2), 2010; S. 288–291; Summary; Abgerufen am 25. Juli 2015.
12. ↑  „where the dominant occupation seems to be petty crime, where wife-beating louts drink Old Grand-Dad out of car ashtrays and where restless teenage boys spend their weekend nights throwing darts at the fat kid and compensating him with bong hits.“ Zitiert aus Jonathan Miles: Winosburg, Ohio. The New York Times, 23. März 2008; Abgerufen am 25. Juli 2015.
13. ↑  David Duhr: BOOK FESTIVAL: Soft-Spoken Tough Guys. Texas Observer, 22. Oktober 2011; Abgerufen am 25. Juli 2015.
14. 1 2 3  Jan Wiele: Zweitausend Dollar in der Kaffeedose und doch kein Glück. Frankfurter Allgemeine Zeitung, 28. Juni 2013; Abgerufen am 26. Juli 2015.
15. 1 2  Christoph Schröder: Selbstverständliches Faustrecht. Süddeutsche Zeitung, 15. Juli 2013; Abgerufen am 26. Juli 2015.
16. 1 2  Christian Schachinger: US-Autor Pollock: Das Leben geht nicht gut aus. Der Standard, 19. September 2013; Abgerufen am 26. Juli 2015.